# بيلي ويلسون (لاعب دوري الرغبي)
بيلي ويلسون (بالإنجليزية: Billy Wilson)‏ هو لاعب دوري الرغبي أسترالي، ولد في 30 مايو 1927 في Blakehurst, New South Wales ‏ في أستراليا، وتوفي في 25 مارس 1993 في غمبيا في أستراليا.